# Hammarband
Hammarband kallas den övre vågräta stocken på husets långsida, som förstärker väggar av korsvirke, resvirke eller skiftesverk. Motsvarande stock på kortsidan (gaveln) kallas röstband.
I modern husbyggnadsteknik avser hammarband den översta liggande regeln som håller ihop en regelstomme av vanligtvis trä eller stål. Motsvarande underst liggande regel kallas syll. 
Hammarband är även en benämning på den sammanbindande horisontella förstärkningen av en spont.

## Synonym
Lejd, (medellågtyska leegde, legede, led), egentligen det lagda, av tyska legen = lägga. Samma betydelse som hammarband.